# Henrik Luksemburški
Henri (luksemburško: Henri Albert Gabriel Félix Marie Guillaume); * 16. april 1955, Betzdorf Castle, Betzdorf, Luksemburg
Je trenutni veliki vojvoda Luksemburga, kateremu vlada od 7. oktobra 2000. Je najstarejši sin velikega vojvode Jeana in princese Joséphine-Charlotte Belgijske, ter prvi bratranec Filipa, kralja Belgijcev.

## Otroštvo
Princ Henri se je rodil 16. aprila 1955 v gradu Betzdorf v Luksemburgu, kot drugi sin princa Jeana, naslednika velikega vojvode Luksemburškega in princese Joséphine-Charlotte Belgijske. Njegov oče je bil najstarejši sin velike vojvodinje Charlotte Luksemburške in njenega moža princa Felixa Burbonskega-Parmskega. Henrijeva mati je bila edina hči kralja Leopolda III. Belgijskega in njegove prve žene Astrid Švedske. Prinčeva botra sta Albert II. Belgijski (njegov stric po materini strani) in princesa Marie Gabriele, grofica Holsteina-Ledreborga (njegova teta po očetovi strani).
Henri ima štiri sorojence: grofico Marijo Astrid Avstrijsko (rojeno leta 1954), princa Jeana Luksemburškega (rojenega leta 1957), princeso Margareto Lihtenštajnsko (rojeno leta 1957) in princa Guillauma Luksemburškega (rojenega leta 1963).
12 novembra 1964, ko je bil Henri star devet let, je njegova babica zapustila položaj velike vojvodinje in ga prepustila svojemu sinu, kar je Henrija naredilo za naslednika svojega očeta. Kot najstarejši sin velikega vojvode, je prevzel naziv naslednika velikega vojvode.

## Izobrazba
Henri se je izobraževal v Luksemburgu in v Franciji. Študiral je politično znanost na univerzi v Ženevi in na inštitutu za mednarodne študije. Diplomiral je leta 1980.

## Poroka in družina
Med študijem v Ženevi je Henri spoznal Kubanko Marío Teresa Mestre y Batista, ki je prav tako študirala politično znanost. Poročila sta se v Luksemburgu 4. februarja/14.februarja 1981 s predhodnim soglasjem velikega vojvode z dne 7. novembra 1980.

### Potomci
- Naslednik velikega vojvode Luksemburškega (Guillaume Jean Joseph Marie), rojen 11. novembra 1981, poročen z belgijsko grofico Stéphanie de Lannoy iz 19. na 20. oktobra 2012 v Luksemburgu.
- Princ Félix Léopold Marie Guillaume Luksemburški, rojen 3. junija 1984, poročen z Nemko Claire Margareta Lademacher 17. septembra 2013 (civilna poroka, ki je potekala v Königsteinu im Taunus v Nemčiji) in 21. septembra 2013 (cerkvena poroka, ki je potekala v Saint-Maximin-la-Sainte-Baume v Franciji). Par ima dva otroka:
  - Princeso Amalio Gabrielo Mario Tereso Nassauško, rojeno 15. junija 2014
  - Princa Liama Henrija Hartmuta Nassauškega, rojenega 28. novembra 2016
  - Princ Louis Xavier Marie Guillaume Luksemburški, rojen 3. avgusta 1986, poročen z Luksemburžanko Tessy Antony 29. spetembra 2006 v Glisdorfu v Luksemburgu. Par ima dva sinova:
    - Princa Gabriela Michaela Louisa Ronnya Naussaškega, rojenega 12. marca 2006
    - Princa Noaha Etienne Guillaumea Gabriela Matthiasa Xaviera Naussaškega, rojenega 21. septembra 2007
- Princesa Alexandra Joséphine Teresa Charlotte Marie Wilhelmine Luksemburška, rojena 16 februarja 1991
- Princ Sébastien Henri Marie Guillaume Luksemburški, rojen 16. aprila 1992

## Zdravje
3. februarja 2011 je bil Henri zaradi bolezni sprejet v Centre Hospitalier de Luxembourg. Kmalu zatem je velikoknežje sodišče izdalo izjavo, v kateri je bilo rečeno, da mu je treba opraviti angioplastiko. Dan zatem je šef za komunikacije sporočil, da je bil postopek uspešen. "Stanje zdravja njegovega kraljevskega visočanstva ni moteče," se je pisalo v izjavi, preden je veliki vojvoda lahko zapustil bolnišnico v naslednjih dneh. Razlog sicer formalno ni razkrit, poročajo pa, da se je veliki vojvoda po prebujanju tega dne počutil slabo, dvorni zdravnik pa je opazil težave s cirkulacijo. Takrat so ga prepeljali v bolnišnico, v srčno enoto in naslednji dan odpustili.